# 1962 au Nouveau-Brunswick
Chronologie du Nouveau-Brunswick
- 1958
- 1959
- 1960
- 1961
- 1962
- 1963
- 1964
- 1965
- 1966

Cette page concerne les événements survenus en 1962 dans la province canadienne du Nouveau-Brunswick.

## Événements
- Création du Nouveau Parti démocratique du Nouveau-Brunswick.
- 18 juin : lors des élections fédérales, les libéraux remportent six sièges dans la province contre quatre pour les conservateurs.
- 24 septembre : l'ancien député provinciale et fédérale Edgar Fournier est nommé au Sénat à Ottawa.
- 27 octobre : Cyril Sherwood devient officiellement chef du parti progressiste-conservateur.
- 3 décembre : les progressiste-conservateurs John Babington Macaulay Baxter, Junior et George E. Horton remporte l'élection partielle de Kings à la suite des démissions de Gordon Fairweather et Harry N. Jonah.

## Naissances
- Greg Davis, député.
- 20 février : Jim Malone, joueur de hockey sur glace.
- 22 mai : Cynthia Dunsford, députée.
- 23 juin : Chris Collins : ministre et député.
- 8 juillet : Michael Malley, député.

## Décès
- Ferdinand Robidoux, député.
- 8 décembre : Allison Dysart, premier ministre du Nouveau-Brunswick.